# Pentzia
 Pentzia   Thunb., 1800 è un genere di piante angiosperme dicotiledoni della famiglia delle Asteraceae, sottofamiglia Asteroideae, tribù Anthemideae (Asian-southern African grade) e sottotribù Pentziinae.

## Etimologia
Il nome scientifico del genere è stato definito dal botanico Carl Peter Thunberg (1743-1828) nella pubblicazione " Prodromus Plantarum Capensium, quas in Promontorio Bonae Spei Africes, annis 1772-1775, collegit Carol. Peter. Thunberg. Upsaliae" ( Prodr. Pl. Cap. 2: 145 ) del 1800.

## Descrizione

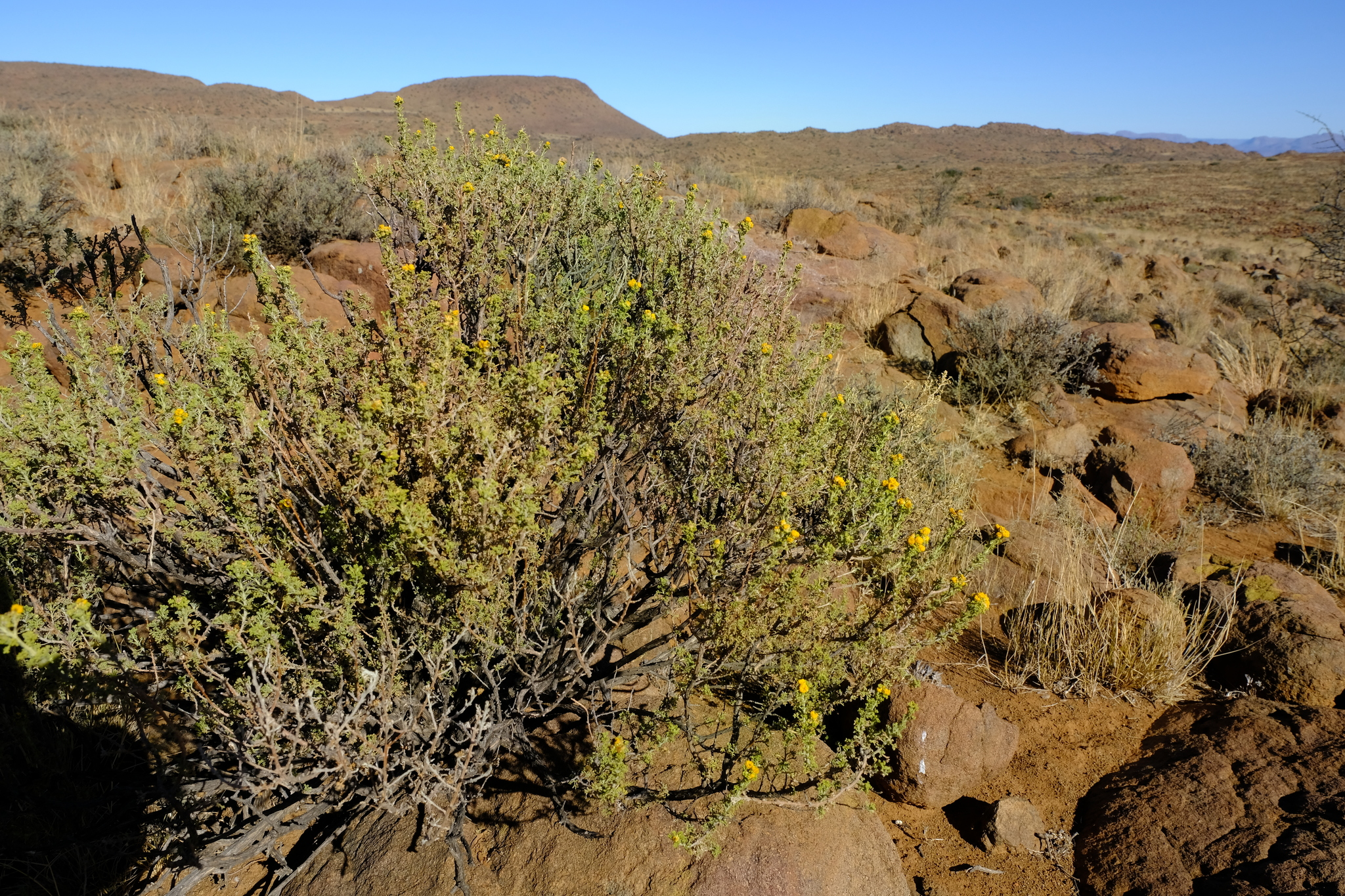
Il portamento
Pentzia punctata

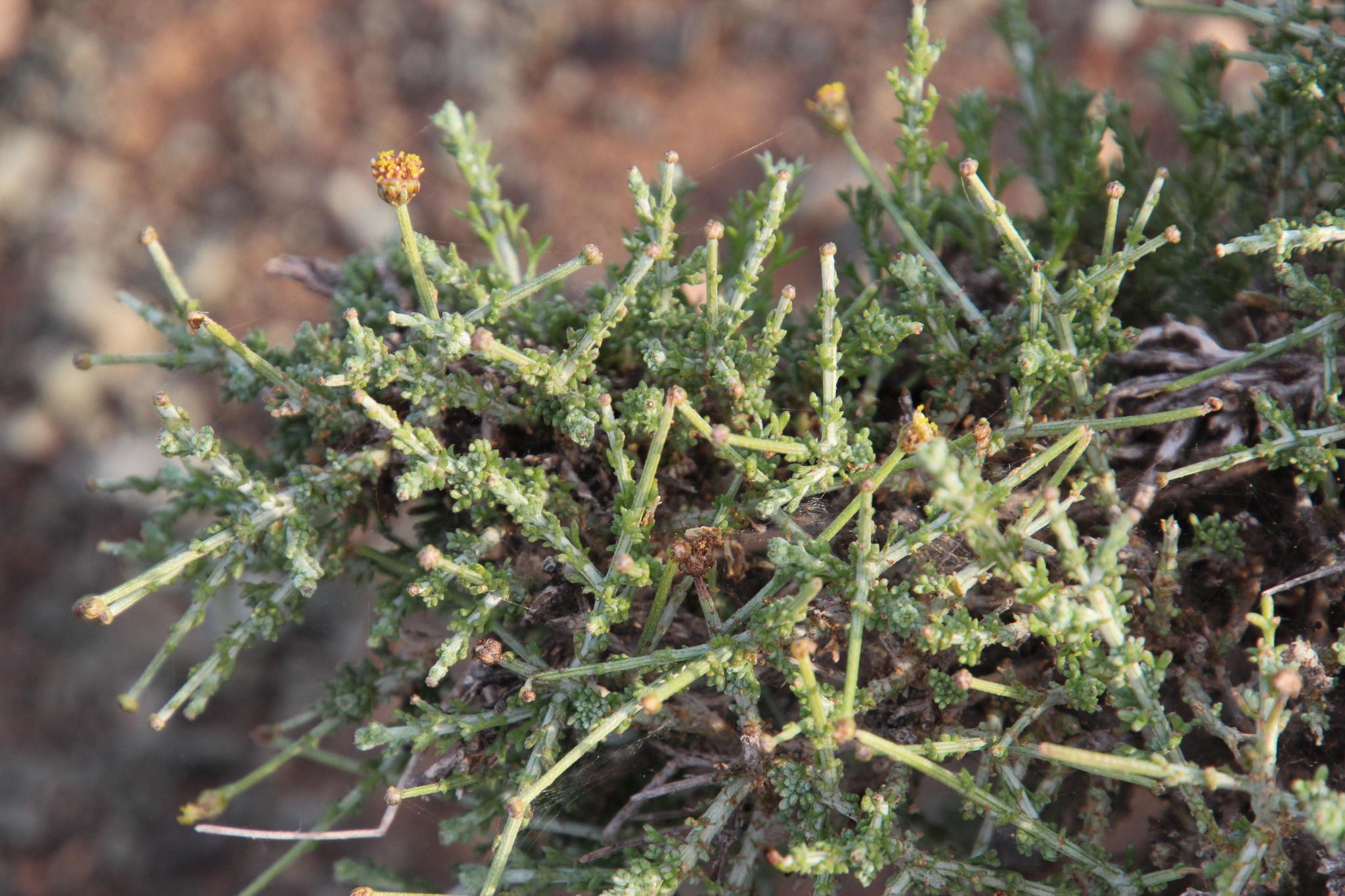
Le foglie
Pentzia spinescens

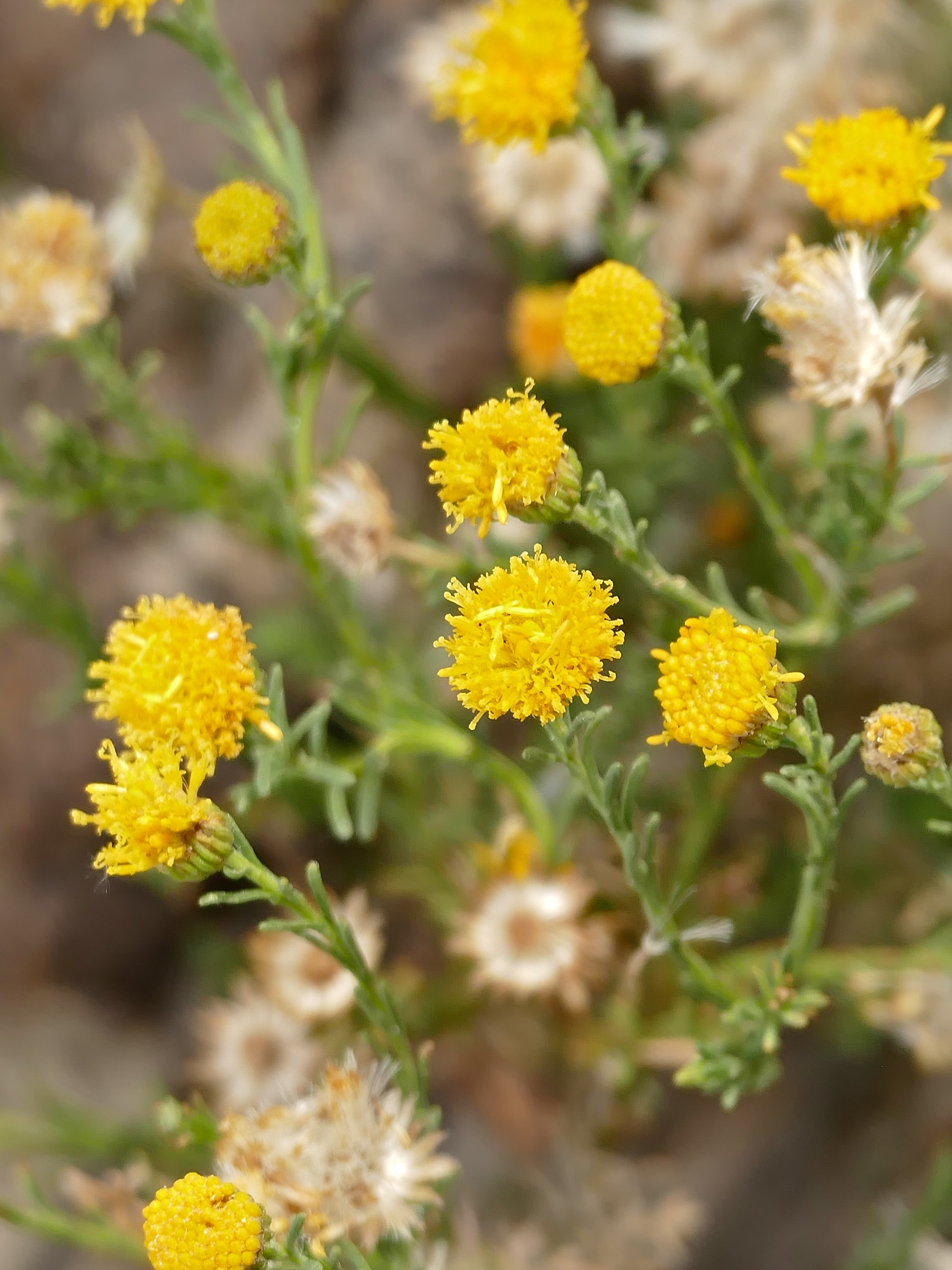
Infiorescenza
Pentzia incana

Portamento. Le specie di questo genere sono arbustive o subarbustive con indumento assente o formato da peli mediafissi.
Fusto. La parte aerea in genere è eretta, semplice o ramosa. 
Foglie. Le foglie lungo il fusto sono disposte in modo alterno (raramente opposto) di tipo ericoide. La lamina è intera o pennatosetta.
Infiorescenza. Le sinflorescenze sono formate da capolini o solitari o raccolti in modo corimboso lasso. Le infiorescenze vere e proprie sono composte da un capolino terminale peduncolato di tipo discoide. I capolini sono formati da un involucro, con forme emisferiche, composto da diverse brattee, al cui interno un ricettacolo fa da base ai fiori di due tipi: fiori del raggio (qui assenti) e fiori del disco. Le brattee, piatte e a consistenza erbacea, sono disposte in modo più o meno embricato su più serie (da 3 a 5). Il ricettacolo, da convesso a conico, è sprovvisto di pagliette avvolgenti la base dei fiori. Le brattee al margine sono scariose e colorate di bruno, mentre al centro è presente un canale resinoso.
Fiori.  I fiori sono tetra-ciclici (formati cioè da 4 verticilli: calice – corolla – androceo – gineceo) e pentameri (calice e corolla formati da 5 elementi). Si distinguono in:
- fiori del raggio (esterni): sono assenti;
- fiori del disco (centrali): sono più numerosi con forme brevemente tubulose (attinomorfe); sono ermafroditi e fertili.

- Formula fiorale:

*/x K {\displaystyle \infty }, [C (5), A (5)], G 2 (infero), achenio
- Calice: i sepali del calice sono ridotti ad una coroncina di squame.

- Corolla: (solo fiori del disco) la forma è tubulare bruscamente divaricata in 5 lobi; i lobi, patenti o eretti, hanno una forma deltata o più o meno lanceolata; il colore in genere è giallo.

- Androceo: l'androceo è formato da 5 stami (alternati ai lobi della corolla) sorretti da filamenti generalmente liberi e sottili; gli stami sono connati e formano un manicotto circondante lo stilo. Le antere possono essere sia di tipo basifissa che mediofissa (ossia attaccate al filamento per la base – nel primo caso; oppure in un punto intermedio – nel secondo caso).[11] Questa caratteristica ha valore tassonomico in quanto distingue i generi gli uni dagli altri. Il tessuto endoteciale (rivestimento interno dell'antera) è quasi sempre non polarizzato. Il polline è sferico con un diametro medio di circa 25 micron;  è tricolporato (con tre aperture sia di tipo a fessura che tipo isodiametrica o poro) ed è echinato (con punte sporgenti).

- Gineceo: l'ovario è infero uniloculare formato da 2 carpelli. Lo stilo (il recettore del polline) è profondamente bifido (con due stigmi divergenti) e con le linee stigmatiche marginali separate o contigue. I due bracci dello stilo hanno una forma troncata e possono essere papillosi o ricoperti da ciuffi di peli.

Frutti. Il frutto è un achenio strettamente obvoide con 5 coste longitudinali. All'apice, marginalmente arrotondato e con orlo intero o dentato, può essere presente una coroncina di alcune squame con alcune auricole adassiali; il pericarpo talvolta ha delle cellule miogeniche sulle costole e sulla superficie abassiale.

## Biologia
Impollinazione: l'impollinazione avviene tramite insetti (impollinazione entomogama tramite farfalle diurne e notturne).

Riproduzione: la fecondazione avviene fondamentalmente tramite l'impollinazione dei fiori (vedi sopra).

Dispersione: i semi (gli acheni) cadendo a terra sono successivamente dispersi soprattutto da insetti tipo formiche (disseminazione mirmecoria). In questo tipo di piante avviene anche un altro tipo di dispersione: zoocoria. Infatti gli uncini delle brattee dell'involucro (se presenti) si agganciano ai peli degli animali di passaggio disperdendo così anche su lunghe distanze i semi della pianta. Inoltre per merito del pappo (se presente) il vento può trasportare i semi anche a distanza di alcuni chilometri (disseminazione anemocora).

## Distribuzione e habitat
Le specie di questo genere sono distribuite in Africa (settentrionale, orientale e meridionale) e nella Penisola Arabica.

## Sistematica
La famiglia di appartenenza di questa voce (Asteraceae o Compositae, nomen conservandum) probabilmente originaria del Sud America, è la più numerosa del mondo vegetale, comprende oltre 23.000 specie distribuite su 1.535 generi, oppure 22.750 specie e 1.530 generi secondo altre fonti (una delle checklist più aggiornata elenca fino a 1.679 generi). La famiglia attualmente (2021) è divisa in 16 sottofamiglie; la sottofamiglia Asteroideae è una di queste e rappresenta l'evoluzione più recente di tutta la famiglia.

### Filogenesi
Il gruppo di questa voce è descritto nella tribù Anthemideae, una delle 21 tribù della sottofamiglia Asteroideae). In base alle ultime ricerche nella tribù sono stati individuati (provvisoriamente) 4 principali lignaggi (o cladi): "Southern hemisphere grade", "Asian-southern African grade", "Eurasian grade" e "Mediterranean clade". Il genere  Pentzia  (insieme alla sottotribù Pentziinae ) è incluso nel clade Asian-southern African grade..
Da un punto di vista filogenetico il genere Pentzia, nell'ambito della sottotribù, occupa una posizione politomica insieme ai generi Marasmodes e Cymbopappus.
I caratteri distintivi del genere sono:
- le foglie sono di tipo ericoide;
- il tubo delle corolle è snello e percorso da alcune bande vascolari;
- l'apice degli acheni è formato da alcune auricole in posizione adassiale e una corona di 3 - 5 lunghe scaglie.

Il numero cromosomico delle specie di questo genere è: 2n = 12, 14, 16 e 18.

### Elenco delle specie
Questo genere ha 31 specie:
- Pentzia arabica Thulin
- Pentzia argentea Hutch.
- Pentzia bolusii Hutch.
- Pentzia calcarea Kies
- Pentzia calva S.Moore
- Pentzia cooperi Harv.
- Pentzia dentata Kuntze
- Pentzia eenii S.Moore
- Pentzia elegans DC.
- Pentzia globosa Less.
- Pentzia hesperidum Maire & Wilczek
- Pentzia incana (Thunb.) Kuntze
- Pentzia lanata Hutch.
- Pentzia laxa Bremek. & Oberm.
- Pentzia limnophila (Merxm.) Magee
- Pentzia monocephala S.Moore
- Pentzia monodiana Maire
- Pentzia nana Burch.
- Pentzia oppositifolia Magee
- Pentzia peduncularis B.Nord.
- Pentzia pinnatisecta Hutch.
- Pentzia punctata Harv.
- Pentzia quinquefida Less.
- Pentzia somalensis E.A.Bruce ex Thulin
- Pentzia sphaerocephala DC.
- Pentzia spinescens Less.
- Pentzia stellata (P.P.J.Herman) Magee
- Pentzia tomentosa B.Nord.
- Pentzia tortuosa Fenzl ex Harv.
- Pentzia trifida Schltr. ex Magee & J.C.Manning
- Pentzia viridis Kies

### Sinonimi
Sono elencati alcuni sinonimi per questa entità:
- Asteringa E.Mey. ex DC.
- Rennera  Merxm.